# Бен-Порат, Мордехай
Мордехай Бен-Порат (ивр. מרדכי בן פורת‎, фамилия при рождении Мурад; 12 сентября 1923, Багдад, Ирак — 3 января 2022) — израильский государственный деятель. Депутат кнессета в составе фракций РАФИ, «Маарах» и «ТЕЛЕМ», заместитель спикера кнессета 8-го созыва, министр без портфеля, глава местного совета Ор-Йехуда, член делегации Израиля в ООН. Бен-Порат, принимавший участие в операциях по вывозу в Израиль евреев Ирака и Ирана, в 2001 году был удостоен Премии Израиля за заслуги перед обществом и государством.

## Биография
Родился в 1923 году в Багдаде, став первым из 11 детей в семье. В Багдаде окончил среднюю школу. В юности присоединился к сионистскому движению «Гехалуц», которое действовало в Ираке подпольным образом. После Багдадского погрома 1941 года его родители решили эмигрировать в подмандатную Палестину и сумели добраться туда в 1944 году почти всей семьёй с помощью еврейского подполья. Мордехай оставался в Ираке ещё год и затем пешком и попутными машинами через Сирию и Ливан также добрался до Палестины; его путь туда занял месяц.
В Палестине Бен-Порат вступил в еврейскую военизированную организацию «Хагана». После начала Войны за независимость Израиля он был в числе первых учащихся на офицерских курсах Армии обороны Израиля и по его окончании командовал ротой. В 1949 году Бен-Порат был направлен организацией «Алия Бет» для организации выезда иракских евреев через Иран в Израиль. В этом качестве он де-факто руководил операцией «Эзра и Нехемия», в ходе которой Ирак успешно покинули 120 тысяч евреев. За два года пребывания в Ираке Бен-Пората четырежды арестовывали, в последний раз подвергнув пыткам, но ему каждый раз удавалось бежать.
По возвращении в Израиль Бен-Порат изучал политологию в тель-авивском филиале Еврейского университета. В 1955 году к нему обратился министр Гиора Йосефталь с предложением возглавить местный совет Ор-Йехуда, в это время состоявший из двух лагерей-маабарот — Кфар-Оно и Сакия. Бен-Порат принял это предложение и занимал пост главы местного совета до 1969 года, несколько раз побеждая на местных выборах. Его жена и дети перебрались в Ор-Йехуду в 1959 году. На должности председателя местного совета Бен-Порат направлял основные усилия на создание сети образовательных учреждений и инфраструктуры городских служб.
В 1965 году Мордехай Бен-Порат стал одним из основателей новой политической партии РАФИ — «Рабочий список Израиля», которую возглавил бывший премьер-министр Давид Бен-Гурион. Бен-Порат был включён в список РАФИ на выборах 1965 года и стал членом кнессета. После создания партии Труда Бен-Порат представлял в кнессете эту партию и левосионистский блок «Маарах» вплоть до 1977 года, дважды проходя в кнессет по спискам «Маараха». В 1970—1972 годах он занимал пост заместителя генерального секретаря партии Труда. В кнессете Бен-Порат входил в законодательную комиссию, комиссии по внутренним делам, труду, образованию и культуре, а затем также в комиссию по иностранным делам и безопасности. В кнессете 8-го созыва он занимал также должность заместителя спикера. В рамках своей деятельности как депутата Бен-Порат был одним из инициаторов принятия закона о прямых выборах глав органов местной власти, а также последовательно выступал в защиту прав евреев-беженцев из арабских стран. В 1973 году он создал и возглавил Центр культурного наследия вавилонского еврейства в Ор-Йехуде, а в 1975 году стал одним из основателей Всемирной организации евреев — выходцев из арабских стран, в которой позже (до 1988 года) занимал пост сопредседателя.
С 1970 по 1972 год, одновременно с политической деятельностью, Бен-Порат изучал деловое администрирование в Тель-Авивском университете. В 1977 году он был включён в состав делегации Израиля в ООН, где в частности поднимал вопрос о препятствиях, на которые наталкиваются евреи в мусульманских странах, желающие репатриироваться в Израиль. В 1979 году, в дни Исламской революции в Иране, Бен-Порат был направлен Еврейским агентством и правительством Израиля в эту страну, чтобы помочь в организации выезда иранских евреев.
В 1981 году Бен-Порат был снова избран в кнессет в качестве второго номера в списке новой партии «ТЕЛЕМ», возглавляемой Моше Даяном. В июле 1982 года он получил пост министра без портфеля в правительственном кабинете Менахема Бегина, а после его отставки в 1983 году продолжил занимать эту должность в кабинете Ицхака Шамира. К этому времени фракция «ТЕЛЕМ» в кнессете распалась, и Бен-Порат создал новую фракцию — Движение за сионистское общественное обновление. По поручению Бегина он занимался разработкой планов обустройства жизни в лагерях палестинских беженцев, а также вопросами спасения остатков еврейских общин в арабских странах.
В 1984 году Бен-Порат покинул правительство Шамира с требованием создания широкого правительства национального единства. Позже, в 1988 году, он вступил в партию «Ликуд». В 2001 году ему была присуждена Премия Израиля за заслуги перед обществом и государством; среди основных заслуг Бен-Пората члены комиссии по присуждению премии упоминали деятельность по организации эмиграции евреев Ирака (в 1949—1951 годах) и Ирана (в 1979 году), усилия по абсорбции репатриантов из арабских стран, в том числе на посту председателя местного совета Ор-Йехуда, а также создание Центра культурного наследия вавилонского еврейства и Всемирной организации евреев — выходцев из арабских стран.
Умер 3 января 2022 года в возрасте 98 лет. Похоронен на кладбище Холона в секторе бойцов «Хаганы».